# Área de Conservação da Paisagem de Uhaku
A Área de Conservação da Paisagem de Uhaku é um parque natural localizado no condado de Ida-Viru, na Estónia.
A área do parque natural é de 33 hectares.
A área protegida foi fundada em 1959 para proteger a área carstica de Uhaku e os seus arredores. Em 2013, a área protegida foi reformulada para área de conservação paisagística.